# FK Senica 2015/2016
Tento článek se podrobně zabývá sestavou a zápasy týmu FK Senica v sezoně 2015 - 2016. V této sezoně FK Senica neobhajuje žádnou trofej z předchozí sezony, ve které skončila ve Fortuna lize na 5. místě.

## Klub

### Realizační tým
| Post              | Jméno             |
| ----------------- | ----------------- |
| Hlavní trenér     | Dušan Vrťo        |
| Asistent trenéra  | Michal Ščasný     |
| Asistent trenéra  | Miroslav Mentel   |
| Vedoucí mužstva   | Martin Šnegoň     |
| Kondiční trenér   | Tomáš Vacula      |
| Prezident klubu   | Vladimír Levársky |
| Sportovní ředitel | Dušan Vrťo        |

## Soupiska
| #  | Pozice | Hráč                  |
| -- | ------ | --------------------- |
| 39 | B      | Martin Junas          |
| 18 | B      | František Plach       |
| 29 | B      | Benjamín Száraz       |
| 1  | B      | Michal Šulla          |
| 15 | O      | Ivan Hladík           |
| 8  | O      | Zoltán Kontár         |
| 3  | O      | Adi Mehremić          |
| 4  | O      | Petr Pavlík (kapitán) |
| 17 | O      | Róbert Pillár         |
| 21 | Z      | Jakub Čunta           |
| 10 | Z      | Jozef Dolný           |
| 6  | Z      | Jakub Hromada         |

| #  | Pozice | Hráč                            |
| -- | ------ | ------------------------------- |
| 20 | Z      | Luboš Hušek (zástupce kapitána) |
| 9  | Z      | Michal Klec                     |
| 7  | Z      | Tomáš Komara                    |
| 5  | Z      | Jakub Krč                       |
| 13 | Z      | Adam Morong                     |
| 14 | Z      | Marek Pittner                   |
| 27 | Z      | Šimon Šmehýl                    |
| 24 | Z      | Denis Ventúra                   |
| 25 | Ú      | Jakub Kosorin                   |
| 23 | Ú      | Dávid Leško                     |
| 11 | Ú      | Samuel Mráz                     |

### Změny v kádru v letním přestupovém období 2015
| Číslo | Pozice | Nár.      | Hráč            | Věk | Odkud přišel      | Do roku            | Typ                | Cena               |
| ----- | ------ | --------- | --------------- | --- | ----------------- | ------------------ | ------------------ | ------------------ |
| 18    | B      | Slovensko | Patrik Lukáč    | 21  | FC Slovan Liberec | 2015               | přestup            | zdarma             |
| 15    | O      | Slovensko | Ivan Hladík     | 22  | Rimavská Sobota   | návrat z hostování | návrat z hostování | návrat z hostování |
| 8     | O      | Slovensko | Zoltán Kontár   | 21  | FC Petržalka 1898 | 2016               | hostování          | —                  |
| 13    | O      | Česko     | Tomáš Vengřinek | 18  | FC Baník Ostrava  | 2015               | hostování          | —                  |
| 28    | Z      | Slovensko | Pavol Cicman    | 30  | Bohemians 1905    | 2015               | volný hráč         | zdarma             |
| 6     | Z      | Slovensko | Jakub Hromada   | 19  | UC Sampdoria      | 2017               | hostování          | —                  |
| 9     | Z      | Slovensko | Michal Klec     | 19  | MŠK Žilina        | 2016               | hostování          | —                  |

Poznámky:  —  = nezveřejněno (dohoda mezi kluby),  †  = odhadovaná cena,  +  = opce na prodloužení smlouvy
| Číslo | Pozice | Nár.      | Hráč            | Věk |
| ----- | ------ | --------- | --------------- | --- |
| 29    | B      | Slovensko | Benjamín Száraz | 17  |
| 2     | Z      | Slovensko | Denis Němček    | 17  |
| 22    | Z      | Slovensko | Peter Varga     | 17  |

| Číslo | Pozice | Nár.      | Hráč           | Věk | Kam odešel           | Typ       | Cena |
| ----- | ------ | --------- | -------------- | --- | -------------------- | --------- | ---- |
| 1     | B      | Slovensko | Denis Kubica   | 20  | FK Duslo Šaľa        | přestup   | —    |
| 40    | O      | Slovensko | Július Gombala | 22  | FK Banská Bystrica   | hostování | —    |
| 8     | Z      | Slovensko | Dominik Malý   | 19  | ŠK Slovan Bratislava | přestup   | —    |

| Pozice | Nár.      | Hráč           | Věk | Odkud přišel     | Typ       | Kam odešel       |
| ------ | --------- | -------------- | --- | ---------------- | --------- | ---------------- |
| O      | Slovensko | Zdenko Filípek | 20  | TJ OFC Gabčíkovo | hostování | FC Rohožník      |
| O      | Slovensko | Peter Šenk     | 21  | MFK Skalica      | hostování | FK Fotbal Třinec |
| Z      | Slovensko | Peter Balážik  | 19  | TJ OFC Gabčíkovo | hostování | ŠKF Sereď        |

### Změny v kádru v zimním přestupovém období 2016
| Číslo | Pozice | Nár.                | Hráč            | Věk | Odkud přišel        | Do roku | Typ     | Cena   |
| ----- | ------ | ------------------- | --------------- | --- | ------------------- | ------- | ------- | ------ |
| 18    | B      | Slovensko           | František Plach | 23  | MŠK Žilina          | 2018    | přestup | —      |
| 3     | O      | Bosna a Hercegovina | Adi Mehremić    | 23  | MFK Frýdek-Místek   | 2018    | přestup | zdarma |
| 13    | Z      | Slovensko           | Adam Morong     | 22  | FC Nitra            | 2018    | přestup | —      |
| 27    | Z      | Slovensko           | Šimon Šmehýl    | 21  | FC Nitra            | 2019    | přestup | —      |
| 23    | Ú      | Slovensko           | Dávid Leško     | 27  | 1. FC Tatran Prešov | 2017    | přestup | —      |

| Číslo | Pozice | Nár.      | Hráč            | Věk | Kam odešel          | Typ                | Cena               |                    |
| ----- | ------ | --------- | --------------- | --- | ------------------- | ------------------ | ------------------ | ------------------ |
| 1     | B      | Slovensko | Patrik Lukáč    | 21  | FO ŽP Podbrezová    | konec smlouvy      | —                  |                    |
| 12    | O      | Česko     | Tomáš Vengřinek | 23  | FC Baník Ostrava    | návrat z hostování | návrat z hostování | návrat z hostování |
|       | Z      | Slovensko | Pavol Cicman    | 30  | 1. FC Tatran Prešov | konec smlouvy      | zdarma             |                    |
| 9     | Z      | Česko     | Jan Kalabiška   | 29  | FK Mladá Boleslav   | přestup            | —                  |                    |

### Střelecká listina
| Poz. | Nár.      | Hráč              | Góly | Fort. liga | Slov. pohár |
| ---- | --------- | ----------------- | ---- | ---------- | ----------- |
| Z    | Slovensko | Jozef Dolný       | 6    | 4          | 2           |
| Z    | Slovensko | Jakub Hromada     | 5    | 5          | —           |
| Z    | Česko     | Jan Kalabiška †   | 5    | 3          | 2           |
| Z    | Slovensko | Filip Hlohovský † | 4    | 3          | 1           |
| Z    | Slovensko | Michal Klec       | 3    | 3          | —           |
| Ú    | Slovensko | Samuel Mráz       | 3    | 2          | 1           |
| Z    | Slovensko | Tomáš Komara      | 3    | 1          | 2           |
| O    | Slovensko | Róbert Pillár     | 1    | 1          | —           |
| Ú    | Slovensko | Jakub Kosorin     | 1    | 1          | —           |
| Z    | Slovensko | Jakub Krč         | 1    | —          | 1           |
|      |           | soupeřův vlastní  | 0    | 0          | 0           |
|      |           | Celkem            | 32   | 23         | 9           |

Poslední úprava: 27. února 2016 (po 20. kole)
Vysvětlivky: † = odehrál pouze podzimní část

## Zápasy v sezoně 2015/16

### Letní přípravné zápasy
Zdrojem jsou oficiální stránky klubu 
| Datum        | Soupeř                     | Místo     | Výsledek | Střelci Senice                                                |
| ------------ | -------------------------- | --------- | -------- | ------------------------------------------------------------- |
| 20/ 06/ 2015 | Kim Grant Football Academy | Slovensko | 4–1      | 44', 48' Filip Hlohovský, 52' Pillár, 54' Dolný               |
| 27/ 06/ 2015 | SK Sigma Olomouc           | Česko     | 1–1      | 45' Pavlík                                                    |
| 30/ 06/ 2015 | SV Mattesburg              | Rakousko  | 2–1      | 17' Kosorin                                                   |
| 04/ 07/ 2015 | FC Baník Ostrava           | Slovensko | 5–0      | 18', 56' Filip Hlohovský, 37', 81' Jozef Dolný, 71' Kalabiška |
| 11/ 07/ 2015 | 1. FC Slovácko             | Slovensko | 1–0      | 54' Hlohovský                                                 |

### Zimní přípravné zápasy
| Datum        | Soupeř                 | Místo     | Výsledek | Střelci Senice                                     |
| ------------ | ---------------------- | --------- | -------- | -------------------------------------------------- |
| 23/ 01/ 2016 | FC Hlučín              | Slovensko | 4–0      | 25' Klec, 65' Šmehýl, 80' Pavlík, 89' Morong       |
| 26/ 01/ 2016 | FK Slovan Duslo Šaľa   | Slovensko | 4–1      | 6' Čunta, 15' Alan, 48' Krč, 72' Mehremić          |
| 30/ 01/ 2016 | FK Fotbal Třinec       | Slovensko | 3–0      | 52' (pen) Leško, 75', 83' Almási                   |
| 2/ 02/ 2016  | MFK Karviná            | Česko     | 1–0      | 79' Morong                                         |
| 6/ 02/ 2016  | FC Fastav Zlín         | Česko     | 1–0      | Leško                                              |
| 13/ 02/ 2016 | ŠK Slovan Bratislava B | Slovensko | 0–4      | 43' Leško, 52' Pavlík, 68' Morong, 75' Jozef Dolný |
| 20/ 02/ 2016 | FC Nitra               | Slovensko | 1–1      | 43' Morong                                         |

### Fortuna liga
Hlavní článek: Fortuna liga 2015/16

### Ligová tabulka
| Poř. | Tým                         | Z  | V | R | P  | VG | OG | B  |
| ---- | --------------------------- | -- | - | - | -- | -- | -- | -- |
| 5.   | FC DAC 1904 Dunajská Streda | 19 | 8 | 4 | 7  | 27 | 22 | 28 |
| 6.   | FC Spartak Trnava           | 19 | 8 | 4 | 7  | 24 | 24 | 28 |
| 7.   | FK Senica                   | 19 | 7 | 4 | 8  | 23 | 27 | 25 |
| 8.   | MFK Ružomberok              | 19 | 6 | 6 | 7  | 25 | 27 | 24 |
| 9.   | MFK Zemplín Michalovce      | 19 | 5 | 4 | 10 | 28 | 37 | 19 |

Poslední úprava: 20. ledna 2016 (po 19. kole)

Vysvětlivky: Z = Zápasy; V = Výhry; R = Remízy; P = Prohry; VG = Vstřelené góly; OG = Obdržené góly; B = Body.

### Podzimní část
| 1. kolo 18. července 2015 | FC DAC 1904 Dunajská Streda            | 2 - 0 | FK Senica | Mestský štadión DAC Dunajská Streda, Dunajská Streda |  |
| 19.00 SELČ | 10' Ákos Szarka 22' (pen) Erik Pačinda |       |           | Diváci: 2.806 Rozhodčí: Glova                        |  |
| Poznámky: Sestava: Šulla - Kontár, Pillár, Pavlík, Čunta - Hlohovský, Hušek, Komara (64. Mráz) - Kalabiška, Kosorín, Dolný (81. Rajník) |                                        |       |           |                                                      |  |

| 2. kolo 24. července 2015 | FK Senica         | 1 - 1 | MFK Ružomberok   | Štadión FK Senica, Senica        |  |
| 19.00 SELČ | 90' Róbert Pillár |       | 62' Andrej Lovás | Diváci: 1.589 Rozhodčí: Michlian |  |
| Poznámky: Sestava: Šulla - Kontár, Pavlík, Pillár, Čunta (88. Hladík) - Hušek, Hlohovský, Mráz (68. Krč) - Kalabiška, Kosorin (73. Rajník), Dolný |                   |       |                  |                                  |  |

| 3. kolo 1. srpna 2015 | FK Senica                | 2 - 1 | MFK Skalica     | Štadión FK Senica, Senica     |  |
| 19.00 SELČ | 20', 93' Filip Hlohovský |       | 28' Mário Kurák | Diváci: 4.732 Rozhodčí: Weiss |  |
| Poznámky: Sestava: Šulla – Kontár, Pavlík, Pillár, Čunta - Mráz (87. Hladík), Hlohovský, Komara - Dolný, Kosorin, Kalabiška (71. Ventúra) |                          |       |                 |                               |  |

| 4. kolo 9. srpna 2015 | FK Senica | 0 - 0 | FC Spartak Trnava | Štadión FK Senica, Senica      |  |
| 16.30 SELČ |           |       |                   | Diváci: 2.056 Rozhodčí: Straka |  |
| Poznámky: Sestava: Šulla - Kontár, Pavlík (69. Hladík), Pillár, Čunta - Hušek - Dolný, Komara (68. Krč), Hlohovský - Mráz – Kosorin |           |       |                   |                                |  |

| 5. kolo 15. srpna 2015 | FK Senica       | 1 - 1 | ŠK Slovan Bratislava          | Štadión FK Senica, Senica     |  |
| 19.00 SELČ | 68' Samuel Mráz |       | 32' Nicolas Ezequiel Gorosito | Diváci: 2.413 Rozhodčí: Hrčka |  |
| Poznámky: Sestava: Šulla - Kontár, Pillár, Pavlík, Čunta – Hušek (13. Hromada) - Dolný, Komara (85. Ventúra), Mráz - Hlohovský - Kosorin |                 |       |                               |                               |  |

| 6. kolo 22. srpna 2015 | MŠK Žilina                                                            | 4 - 1 | FK Senica        | Štadión pod Dubňom, Žilina  |  |
| 19.00 SELČ | 42' (pen) Milan Škriniar 54' Matej Jelić 63' William 78' Lukáš Čmelík |       | 18' Tomáš Komara | Diváci: 2.303 Rozhodčí: Vlk |  |
| Poznámky: Sestava: Šulla – Kontár (35. Krč), Pavlík, Pillár, Čunta – Hromada – Kosorín, Komara, Dolný – Hlohovský – Mráz (43. Otrísal) |                                                                       |       |                  |                             |  |

| 7. kolo 29. srpna 2015 | FK Senica           | 1 - 4 | FK AS Trenčín                                                   | Štadión FK Senica, Senica      |  |
| 19.00 SELČ | 17' Filip Hlohovský |       | 5' Matúš Bero 61' Dávid Guba 74' Gino van Kessel 87' Aliko Bala | Diváci: 1.866 Rozhodčí: Mastiš |  |
| Poznámky: Sestava: Šulla - Otrísal, Pavlík, Pillár (84. Hladík), Čunta - Hušek - Komara (63. kalabiška), Hromada (77. Ventúra), Hlohovský, J. Kosorín - Mráz |                     |       |                                                                 |                                |  |

| 8. kolo 12. září 2015 | MFK Zemplín Michalovce | 1 - 3 | FK Senica                             | Štadión MFK Zemplín, Michalovce |  |
| 19.00 SELČ | 20' (vl) Jakub Hromada |       | 6', 30' Jakub Hromada 65' Jozef Dolný | Diváci: 3.055 Rozhodčí: Valášek |  |
| Poznámky: Sestava: Šulla - Vengřinek, Pavlík, Pillár, Čunta - S. Mráz (57. Klec), Hušek, Komara, Dolný (74. Kosorin) - Hromada (89. Ventúra) - Kalabiška |                        |       |                                       |                                 |  |

| 9. kolo 19. září 2015 | FK Senica                           | 3 - 1 | FO ŽP ŠPORT Podbrezová | Štadión FK Senica, Senica     |  |
| SELČ | 8' Michal Klec 11' (41) Jozef Dolný |       | 86' Patrik Vajda       | Diváci: 1.403 Rozhodčí: Weiss |  |
| Poznámky: Sestava: Šulla - Vengřinek, Pavlík, Pillár, Čunta - Hromada, Hušek, Klec (71. Kosorin) - Mráz (46. Komara), Kalabiška, Dolný (86. Ventúra) |                                     |       |                        |                               |  |

| 10. kolo 22. září 2015 | FC ViOn Zlaté Moravce                                 | 3 - 0 | FK Senica | Štadión FC ViOn, Zlaté Moravce |  |
| SELČ | 5' Marques de Souza 29' Léandre Tawamba 90' Alen Ploj |       |           | Diváci: 1.064 Rozhodčí: Špaček |  |
| Poznámky: Sestava: Junas - Ventúra (81. Hladík), Pavlík, Pillár, Čunta - Hušek - Klec, Varga (56. Mráz), Hromada, Dolný - Kalabiška |                                                       |       |           |                                |  |

| 11. kolo 26. září 2015 | FK Senica | 0 - 1 | TJ Spartak Myjava | Štadión FK Senica, Senica      |  |
| SELČ |           |       | 45' Erik Daniel   | Diváci: 1.645 Rozhodčí: Sedlák |  |
| Poznámky: Sestava: Junas - Vengřínek (84. Hladík), Pavlík, Pillár, Čunta - Hušek - Varga (58. Kosorin), Klec, Hromada, Dolný (81. P. Cicman) - Kalabiška |           |       |                   |                                |  |

| 12. kolo 3. října 2015 | FK Senica                           | 2 - 3 | FC DAC 1904 Dunajská Streda                 | Štadión FK Senica, Senica      |  |
| SELČ | 16' Jakub Hromada 34' Jan Kalabiška |       | 27' Peter Štěpanovský 61', 85' Jakub Brašeň | Diváci: 1.384 Rozhodčí: Pavlík |  |
| Poznámky: Sestava: Junas - Hladík (79. Cicman), Pavlík, Pillár, Čunta - Hušek - Klec, Komara (46. Varga), Hromada (69. Krč), Dolný - Kalabiška |                                     |       |                                             |                                |  |

| 13. kolo 17. října 2015 | MFK Ružomberok | 0 - 1 | FK Senica         | Štadión pod Čebraťom, Ružomberok  |  |
| SELČ |                |       | 77' Jakub Hromada | Diváci: 1.847 Rozhodčí: Prešinský |  |
| Poznámky: Sestava: Šulla - Hladík, Pavlík, Pillár – Vengřinek, Hušek, Hromada (84. Varga), Klec, Čunta (87. Nemček) - Kalabiška, Dolný (90. Cicman) |                |       |                   |                                   |  |

| 14. kolo 24. října 2015 | MFK Skalica | 0 - 3 | FK Senica                                          | Štadión MFK Skalica, Skalica  |  |
| SELČ |             |       | 3' Jakub Hromada 55' Michal Klec 65' Jan Kalabiška | Diváci: 2.711 Rozhodčí: Ježík |  |
| Poznámky: Sestava: Šulla - Hladík, Pavlík, Pillár - Hušek - Vengřinek, Hromada, Klec (76. Komara), Čunta - Kalabiška (88. Cicman), Dolný (30. Mráz) |             |       |                                                    |                               |  |

| 15. kolo 31. října 2015 | FC Spartak Trnava | 0 - 1 | FK Senica               | City Arena Trnava, Trnava        |  |
| SELČ |                   |       | 31' (pen) Jan Kalabiška | Diváci: 6.250 Rozhodčí: Marhefka |  |
| Poznámky: Sestava: Šulla - Vengřinek, Hladík, Pavlík, Pillár, Čunta - Hušek - Kalabiška (87. Kosorin), Hromada, Klec (82. Cicman) - Mráz (71. Komara) |                   |       |                         |                                  |  |

| 16. kolo 7. listopadu 2015 | ŠK Slovan Bratislava   | 2 - 1 | FK Senica       | Stadion Pasienky, Bratislava |  |
| SELČ | 51', 69' Tamás Priskin |       | 34' Samuel Mráz | Diváci: 583 Rozhodčí: Vnuk   |  |
| Poznámky: Sestava: Šulla - Hladík, Pavlík, Pillár - Vengřinek, Komara (86. Kontár), Hromada, Klec (79. Varga), Čunta - Mráz (61. Kosorin), Kalabiška |                        |       |                 |                              |  |

| 17. kolo 21. listopadu 2015 | FK Senica                         | 2 - 0 | MŠK Žilina | Štadión FK Senica, Senica     |  |
| SELČ | 49' Jakub Kosorin 67' Jozef Dolný |       |            | Diváci: 1.589 Rozhodčí: Glova |  |
| Poznámky: Sestava: Šulla - Pavlík, Hušek, Pillár - Vengřinek, Komara (86. Varga), Hromada, Klec (79. Kontár), Čunta - Kalabiška, Kosorin (66. Dolný) |                                   |       |            |                               |  |

| 18. kolo 28. listopadu 2015 | FK AS Trenčín                      | 2 - 0 | FK Senica | Štadión na Sihoti, Trenčín   |  |
| SELČ | 22' Gino van Kessel 58' Matúš Bero |       |           | Diváci: 2.138 Rozhodčí: Vnuk |  |
| Poznámky: Sestava: Šulla - Pavlík, Hušek, Pillár - Kosorin, Komara (84. Varga), Klec (73. Kontár), Hromada, Čunta - Dolný (66. Mráz), Kalabiška |                                    |       |           |                              |  |

| 19. kolo 5. prosince 2015 | FK Senica       | 1 - 1 | MFK Zemplín Michalovce | Štadión FK Senica, Senica         |  |
| SELČ | 37' Michal Klec |       | 33' Dominik Kunca      | Diváci: 1.012 Rozhodčí: Prešinský |  |
| Poznámky: Sestava: Junas - Pavlík, Hušek, Pillár - Kosorin, Kontár, Komara (83. Krč), Klec (74. Varga), Vengřinek - Kalabiška, Mráz (64. Dolný) |                 |       |                        |                                   |  |

### Jarní část
| 20. kolo 27. února 2016 | FO ŽP Šport Podbrezová | 1 - 0 | FK Senica | Štadión ŽP ŠPORT, Podbrezová   |  |
| 17.00 SELČ | 97' Pablo Podio        |       |           | Diváci: 1.017 Rozhodčí: Chmura |  |
| Poznámky: Sestava: Šulla - Hladík, Pavlík, Mehremič - Šmehyl (82. Dolný), Kontár, Hušek, Hromada (59. Klec), Čunta - Leško, Morong (90. Komara) |                        |       |           |                                |  |

| 21. kolo 1. března 2016 | FK Senica | vs. | FC ViOn Zlaté Moravce | Štadión FK Senica, Senica |  |
| 17.00 SELČ              |           |     |                       |                           |  |
| Poznámky: Sestava:      |           |     |                       |                           |  |

| 22. kolo 6. března 2016 | TJ Spartak Myjava | vs. | FK Senica | Štadión Spartaka Myjava, Myjava |  |
| 18.00 SELČ              |                   |     |           |                                 |  |
| Poznámky: Sestava:      |                   |     |           |                                 |  |

| 23. kolo 12. března 2016 | FC DAC 1904 Dunajská Streda | vs. | FK Senica | Mestský štadión DAC Dunajská Streda, Dunajská Streda |  |
| 17.00 SELČ               |                             |     |           |                                                      |  |
| Poznámky: Sestava:       |                             |     |           |                                                      |  |

| 24. kolo 19. března 2016 | FK Senica | vs. | MFK Ružomberok | Štadión FK Senica, Senica |  |
| 17.00 SELČ               |           |     |                |                           |  |
| Poznámky: Sestava:       |           |     |                |                           |  |

| 25. kolo 2. dubna 2016 | FK Senica | vs. | MFK Skalica | Štadión FK Senica, Senica |  |
| 17.00 SELČ             |           |     |             |                           |  |
| Poznámky: Sestava:     |           |     |             |                           |  |

| 26. kolo 9. dubna 2016 | FC Spartak Trnava | vs. | FK Senica | City Arena Trnava, Trnava |  |
| 17.00 SELČ             |                   |     |           |                           |  |
| Poznámky: Sestava:     |                   |     |           |                           |  |

| 27. kolo 16. dubna 2016 | FK Senica | vs. | ŠK Slovan Bratislava | Štadión FK Senica, Senica |  |
| 19.00 SELČ              |           |     |                      |                           |  |
| Poznámky: Sestava:      |           |     |                      |                           |  |

| 28. kolo 19. dubna 2016 | MŠK Žilina | vs. | FK Senica | Štadión pod Dubňom, Žilina |  |
| 19.00 SELČ              |            |     |           |                            |  |
| Poznámky: Sestava:      |            |     |           |                            |  |

| 29. kolo 24. dubna 2016 | FK Senica | vs. | FK AS Trenčín | Štadión FK Senica, Senica |  |
| 19.00 SELČ              |           |     |               |                           |  |
| Poznámky: Sestava:      |           |     |               |                           |  |

| 30. kolo 30. dubna 2016 | MFK Zemplín Michalovce | vs. | FK Senica | Štadión MFK Zemplín, Michalovce |  |
| 19.00 SELČ              |                        |     |           |                                 |  |
| Poznámky: Sestava:      |                        |     |           |                                 |  |

| 31. kolo 7. května 2016 | FK Senica | vs. | FO ŽP Šport Podbrezová | Štadión FK Senica, Senica |  |
| 19.00 SELČ              |           |     |                        |                           |  |
| Poznámky: Sestava:      |           |     |                        |                           |  |

| 32. kolo 13. května 2016 | FC ViOn Zlaté Moravce | vs. | FK Senica | Štadión FC ViOn, Zlaté Moravce |  |
| 19.00 SELČ               |                       |     |           |                                |  |
| Poznámky: Sestava:       |                       |     |           |                                |  |

| 33. kolo 21. května 2016 | FK Senica | vs. | TJ Spartak Myjava | Štadión FK Senica, Senica |  |
| 19.00 SELČ               |           |     |                   |                           |  |
| Poznámky: Sestava:       |           |     |                   |                           |  |

### Slovenský fotbalový pohár
Hlavní článek: Slovenský fotbalový pohár
Jednozápasová kola
| 2. kolo 12. srpna 2015 | TJ Partizán Domaniža | 0 - 2 | FK Senica                       | Štadión TJ Partizán Domaniža, Domaniža |  |
| 17.00 SELČ |                      |       | 77' Jozef Dolný 89' Samuel Mráz | Diváci: 550                            |  |
| Poznámky: Sestava: Junas - Pittner (3. Kontár), Pavlík (46. Pillár), Hladík, Čunta - Ventúra - Dolný, Krč, Hromada, Kosorin (60. Rajník) - Mráz |                      |       |                                 |                                        |  |

| 3. kolo 1. září 2015 | FC Slovan Galanta        | 1 - 2 | FK Senica                             | Štadión Slovan Galanta, Galanta |  |
| 16.30 SELČ | 20' Elvis Mashike Sukisa |       | 60' Jan Kalabiška 90' Filip Hlohovský | Diváci: 550 Rozhodčí: Somoláni  |  |
| Poznámky: Sestava: Junas - Otrísal (77. Ventúra), Pavlík, Pillár, Čunta - Hušek - Dolný, Komara, Hromada - Hlohovský - Kosorin (46. Kalabiška) |                          |       |                                       |                                 |  |

| 4. kolo 13. října 2015 | MFK Lokomotíva Zvolen | 0 - 2 | FK Senica                        | Štadión MFK Lokomotíva Zvolen, Zvolen |  |
| 15.00 SELČ |                       |       | 52' Tomáš Komara 57' Jozef Dolný | Diváci: 700 Rozhodčí: Leško           |  |
| Poznámky: Sestava: Junas - Hladík, Hušek, Pillár - Vengřinek, Hromada, Komara (72. Varga), Klec (88. Ventúra), Čunta - Cicman (56. Dolný), Kalabiška |                       |       |                                  |                                       |  |

| 5. kolo 4. listopadu 2015 | AFC Nové Mesto nad Váhom | 1 - 2 pen | FK Senica                        | Areál AFC Považan, Nové Mesto nad Váhom |  |
| 13.30 SELČ | 80' (pen) Tomáš Belic    |           | 61' Jan Kalabiška pen' Jakub Krč | Diváci: 330 Rozhodčí: Šuniar            |  |
| Poznámky: Sestava: Lukáč - Pavlík, Hušek, Pillár - Vengřinek, Ventúra, Varga (53. Krč), Komara, Čunta - Kalabiška, Cicman (53. Mráz) |                          |           |                                  |                                         |  |

| čtvrtfinále 15. března 2016 | FK Senica | vs. | ŠK Slovan Bratislava | Štadión FK Senica, Senica |  |
| SELČ                        |           |     |                      |                           |  |
| Poznámky: Sestava:          |           |     |                      |                           |  |